# Syndrome du lapin
Le syndrome du lapin (en anglais : rabbit syndrome) est une forme rare d'un effet indésirable de type extrapyramidal causé par un traitement neuroleptique. Il se caractérise par des tremblements de la région périorale (autour de la bouche) à une fréquence de 5 Hz (5 par seconde). Ce syndrome est caractérisé par des mouvements involontaires, fins, rythmiques de la bouche selon un plan vertical, sans mouvement de la langue associé,. On retrouve souvent dans l'histoire du patient des années de traitements par neuroleptiques. Il serait plus fréquent avec des traitements comme l'halopéridol, la fluphenazine ou la pimozide. On le reconnaît aussi, moins fréquemment, avec la thioridazine, la clozapine, l'olanzapine, l'aripiprazole et de faibles doses de rispéridone.
Le syndrome du lapin peut être traité par des traitements anticholinergiques. Il disparaît généralement dans les quelques jours de traitement mais peut réemmerger après arrêt de ce dernier. Une autre stratégie thérapeutique est l'utilisation de neuroleptiques atypiques qui ont moins d'effets extrapyramidaux ou des faibles doses de neuroleptiques typiques. 